# Le Frecce

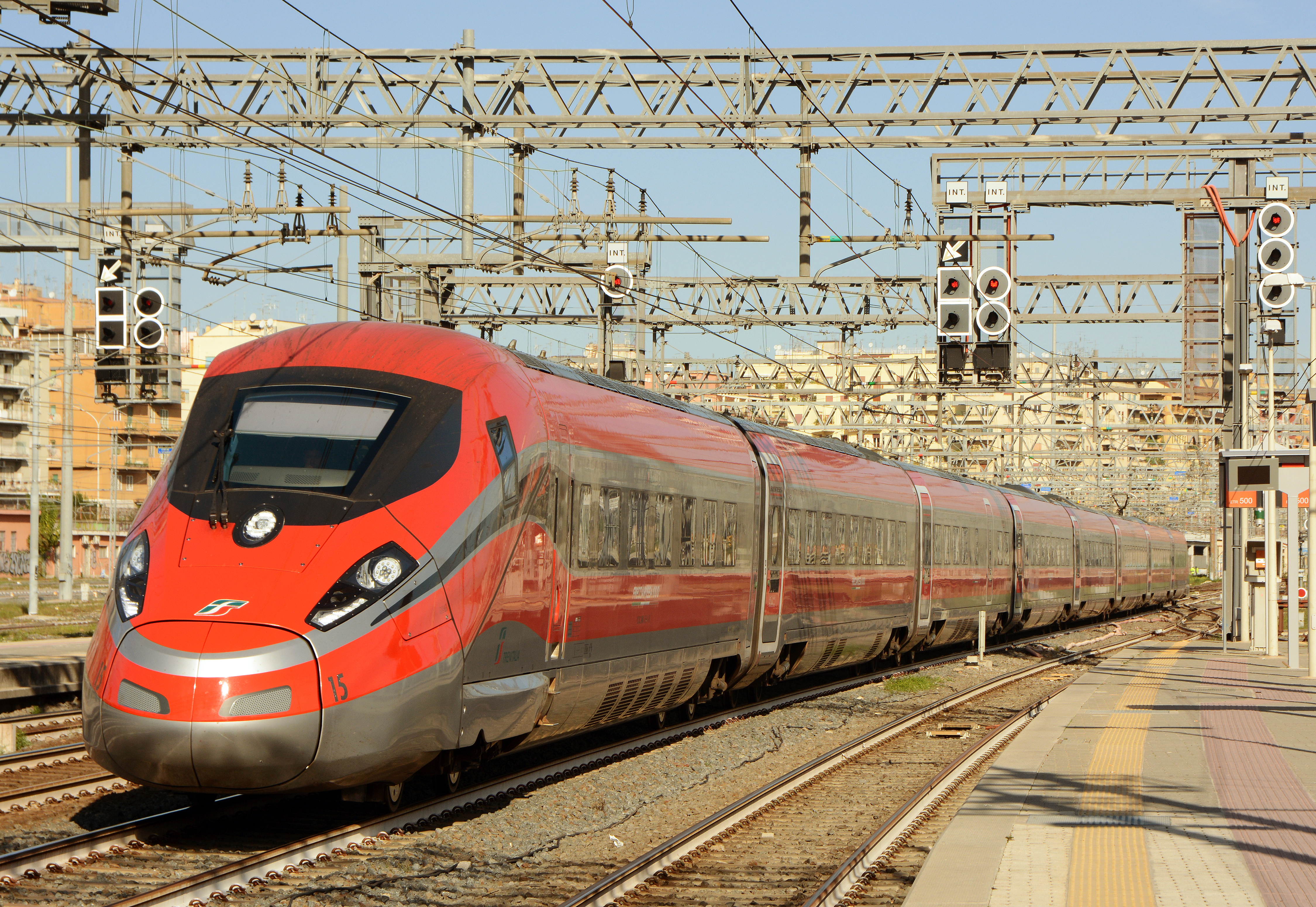
FS ETR 1000 ca Frecciarossa

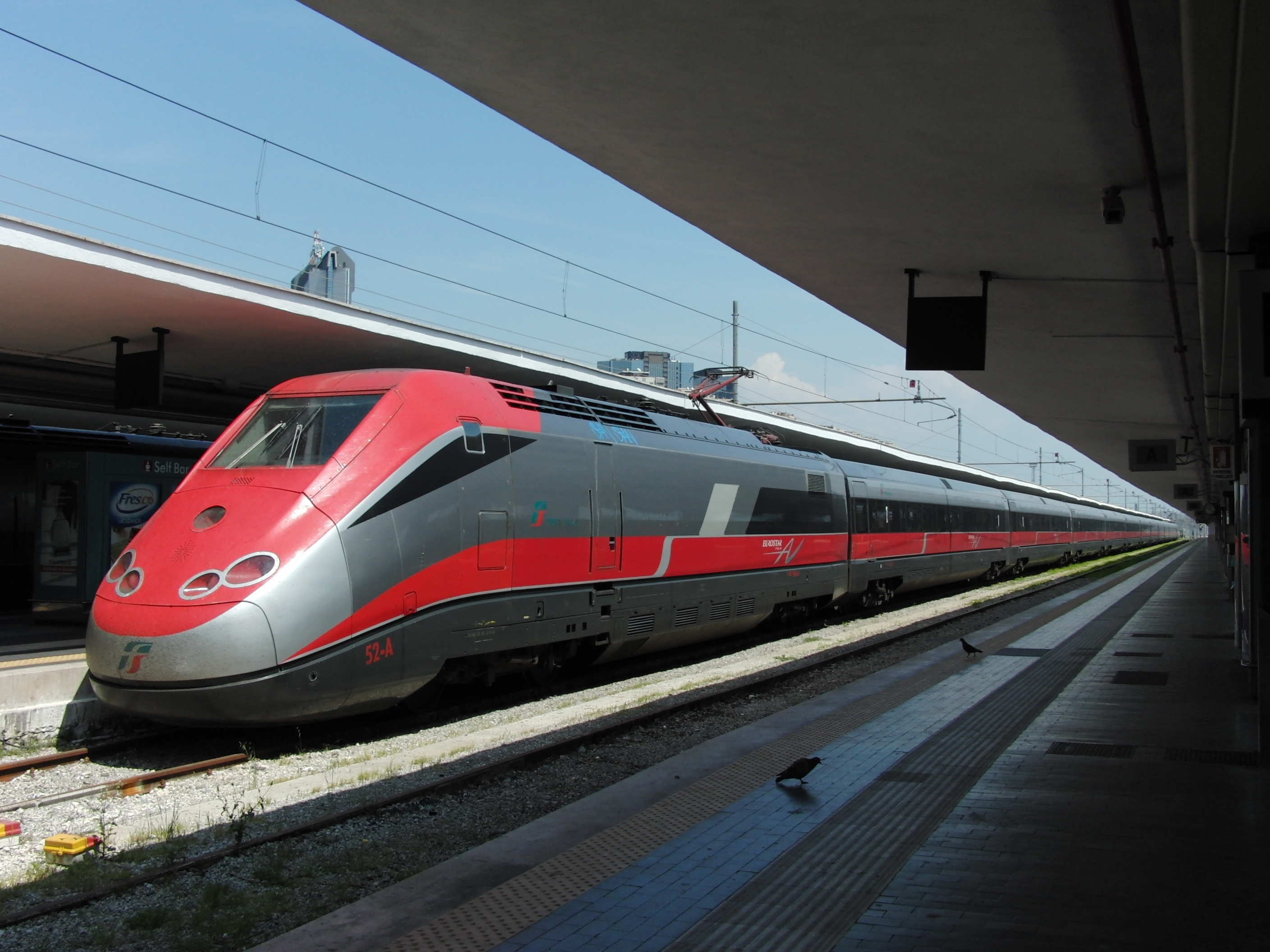
FS ETR 500 ca Frecciarossa

FS ETR 600 ca Frecciargento

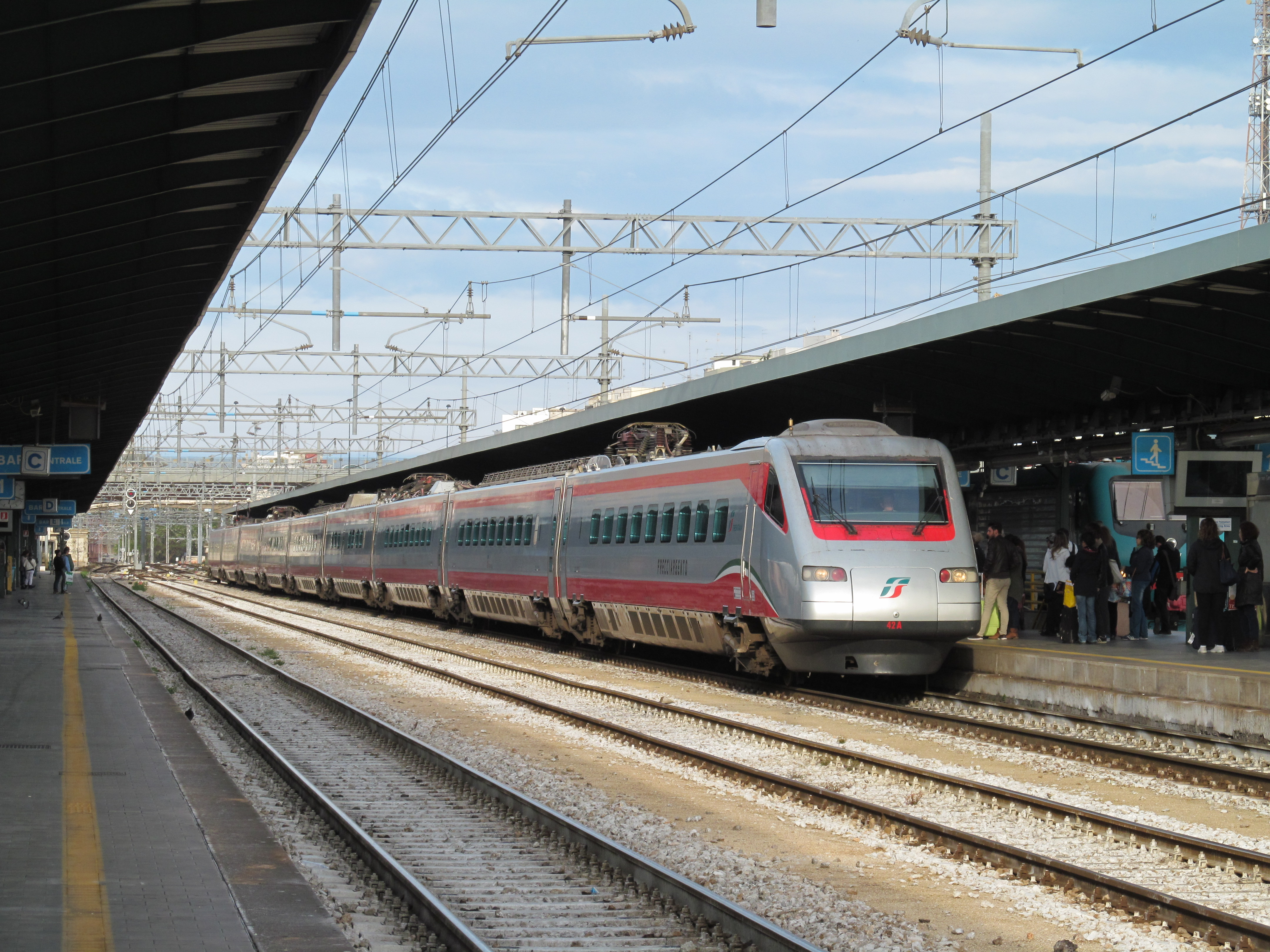
FS ETR 485 ca Frecciargento

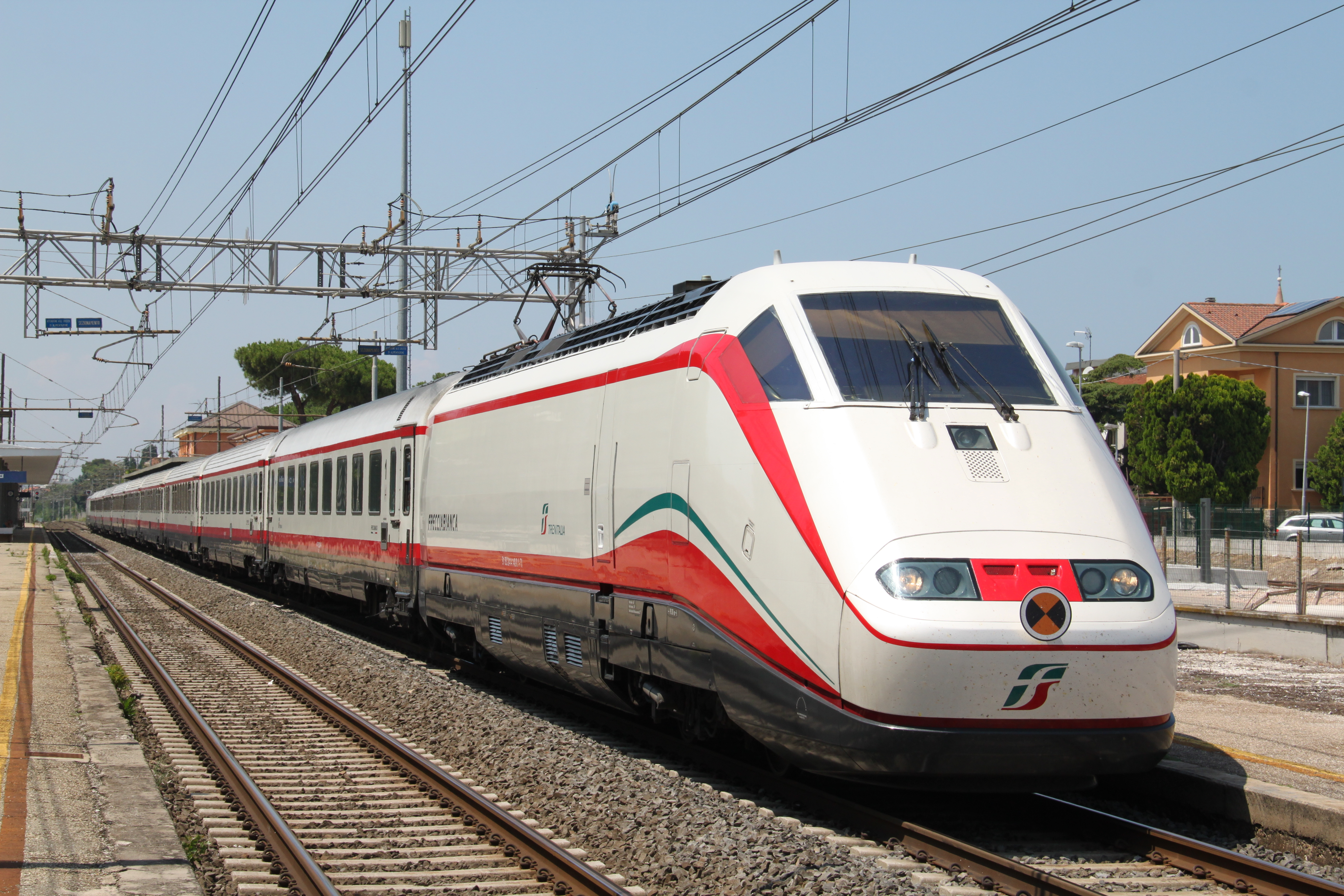
Frecciabianca

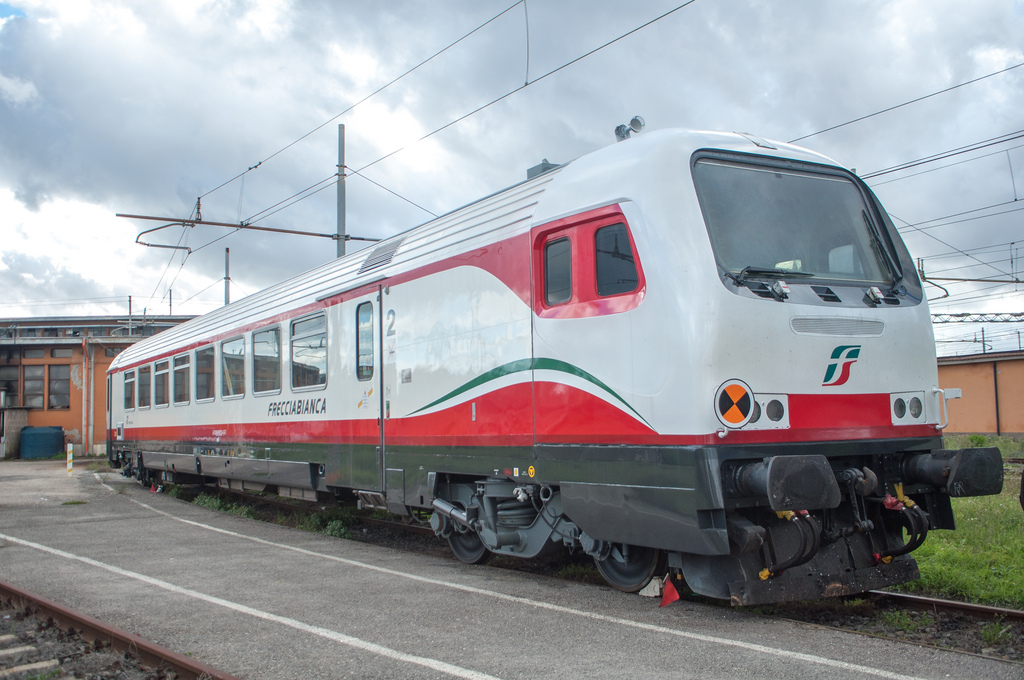
Frecciabianca-control car

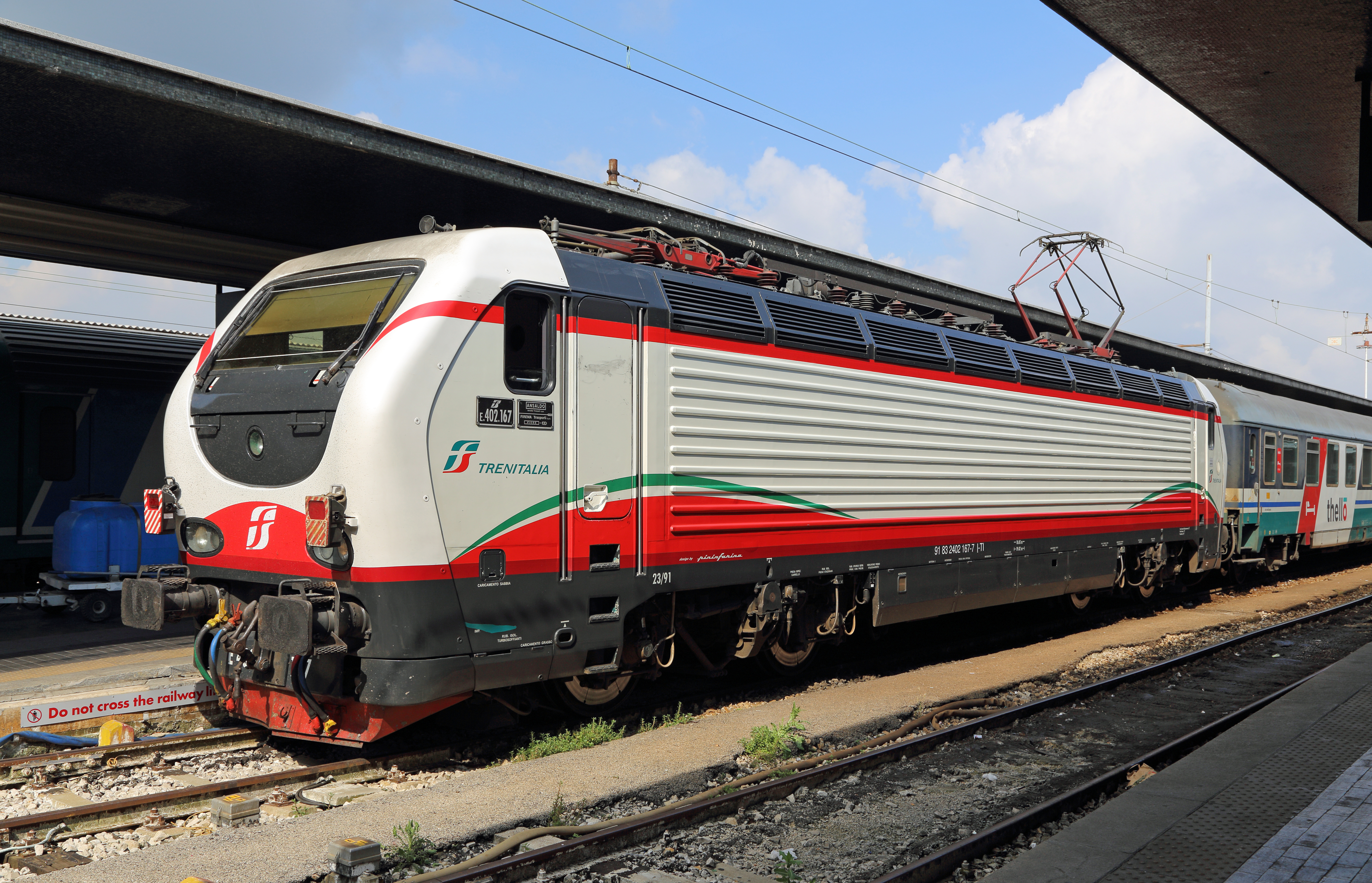
E 402B Locomotivă în modelul Frecciabianca

Le Frecce este categoria de trenuri feroviare de mare viteză operate de Trenitalia în Italia.

## Istoric
În 1997, a fost introdusă o nouă categorie, „Eurostar”, ca nume de marcă al trenurilor de mare viteză operate de Trenitalia în Italia. Din 2006, trenurile au început să fie exploatate și promovate sub alte mărci secundare și tot mai puțin vândute sub denumirea „Eurostar”.
În iunie 2012, categoria Eurostar a fost oficial împărțită în diferite subcategorii, indicând diverse servicii de mare viteză. Noile categorii create au fost Frecciarossa (literalmente, Săgeata roșie) pentru cele mai rapide trenuri, Frecciargento (literalmente, Săgeata argintie) pentru următoarea categorie de trenuri și în cele din urmă Frecciabianca (literalmente, Săgeata albă). Deoarece toate aceste trei categorii de trenuri sunt denumite „Freccia” (literal, Săgeată), trenurile de mare viteză operate de Trenitalia sunt denumite „Le Frecce”, la fel ca TGV în Franța, ICE în Germania și AVE în Spania.

## Frecciarossa
Trenurile Frecciarossa funcționează la viteze de până la 300 km/h (190 mph). Acesta funcționează în principal pe linia de mare viteză și este serviciul principal al Trenitalia și concurează cu .italo, operat de Nuovo Trasporto Viaggiatori.
Serviciul este furnizat de ETR 500 și, din iunie 2015, de ETR 1000. Există patru clase, și anume, Executive, Business, Premium și Standard, cu un vagon restaurant.
Există planuri de creștere a vitezei serviciului Frecciarossa la 350 km/h pe termen mediu. Testele complete cu ETR 1000 au fost efectuate din toamna anului 2015 până la sfârșitul anului 2016.

## Frecciargento
Trenurile Frecciargento funcționează la viteze de până la 250 km/h (160 mph). În acord cu utilizarea politicii trenurilor Pendolino, doar unele secțiuni ale liniilor de cale ferată din Frecciargento au viteză mare și circulă pe liniile de cale ferată convenționale în celelalte secțiuni.
A treia generație (ETR 485) și a patra (ETR 600, ETR 610) a trenurilor Pendolino sunt utilizate pentru trenurile Frecciargento. Există două clase (clasa I și a doua), precum și un vagon restaurant.

## Frecciabianca
Trenurile Frecciabianca circulă cu până la 200 km/h (ETR 470 și Frecciabianca obișnuită) și 250 km / h (ETR 460 Frecciabianca) pe liniile convenționale.
ETR 460 și ETR 463 din familia Pendolino sunt utilizate în servicii între Roma și Reggio Calabria, Ravenna și Genova. Din decembrie 2015, ETR 470 a fost utilizat și în linia Roma-Reggio Calabria. Locomotivele FS Clasa E.414 și FS Clasa E.402 sunt utilizate în alte linii.
Există două clase și un bar de colț în serviciile Frecciabianca.